# Львувек-Шлёнски (гмина)
Льву́век-Шлёнски (пол. Lwówek Śląski ) — городско-сельская гмина (волость) в Польше, входит как административная единица в Львувецкий повет, Нижнесилезское воеводство. Население — 18 300 человек (на 2004 год).
Центр гмины — город Львувек-Шлёнски.

## Демография
| Перепись                       | Всего   | Всего | Женщины | Женщины | Мужчины | Мужчины |
| ------------------------------ | ------- | ----- | ------- | ------- | ------- | ------- |
| Единицы                        | человек | %     | человек | %       | человек | %       |
| Население                      | 18 300  | 100   | 9393    | 51,3    | 8907    | 48,7    |
| Плотность населения (чел./км²) | 76,1    | 76,1  | 39,1    | 39,1    | 37,1    | 37,1    |

## Сельские округа
1. Белянка
2. Брунув
3. Хмельно
4. Дембовы-Гай
5. Длужец
6. Дворек
7. Гашув
8. Гурчица
9. Градувек
10. Котлиска
11. Моеш
12. Нагуже
13. Нивнице
14. Пешкув
15. Плучки-Дольне
16. Плучки-Гурне
17. Радлувка
18. Радомиловице
19. Раковице-Мале
20. Раковице-Вельке
21. Скала
22. Скожинице
23. Собота
24. Устроне
25. Влодзице-Мале
26. Влодзице-Вельке
27. Збылютув
28. Жерковице

## Соседние гмины
1. Гмина Болеславец
2. Гмина Грыфув-Слёнски
3. Гмина Любомеж
4. Гмина Новогродзец
5. Гмина Пельгжимка
6. Гмина Варта-Болеславецка
7. Гмина Влень